# Баянаулски район
Баянаулски район (на казахски: Баянауыл ауданы) е съставна част на Павлодарска област, Казахстан, с обща площ 18 450 км2 и население 25 292 души (по приблизителна оценка към 1 януари 2020 г.).
Административен център е Баянаул.